# Terry's Theme
Charlie Chaplin va compondre la melodia anomenada Terry's Theme per a la música del seu film Limelight, estrenada l'any 1952 i per al qual va rebre l'Oscar a la millor banda sonora original, l'any 1973, amb els seus arranjadors Raymond Rasch i Larry Russell.
La melodia de Terry's Theme va ser versionada com Eternally, als Estats Units, com Deux petits chaussons en francès i com Candilejas en castellà.

## Versions
- Eternally va ser escrita pels lletristes Geoff Parsons and John Turner i va tenir igualment molt èxit. Va ser interpretada per Jimmy Young[2] (UK #8, 1953),[3] Vic Damone (U.S. Pop #12, 1953),[4] Li Xianglan (en xinès i japonès), Petula Clark a These Are My Songs de 1967,[5] Bing Crosby,[6] John Serry Sr.,[7][8] Dinah Shore, Steve Lawrence,[9] Michel Legrand, Jerry Vale, Sarah Vaughan,[10] Roger Whittaker, Engelbert Humperdinck, Victor Wood, Amália Rodrigues i John Serry Sr. entre molts altres.
- Deux petits chaussons (de vegades titulada Deux petits chaussons de satin blanc) és escrita pel lletrista Jacques Larue. El seu primer intèrpret és André Claveau; Mireille Mathieu o Albert Lasry l'han gravada també.
- Candilejas és el títol de dues versions en castellà fetes per Mario Molina Montes[11] i interpretada per Julio Iglesias, i per José Augusto, interpretada per ell mateix.

## L'homenatge de Lluís Llach
Lluís Llach va fer un homenatge a Chaplin a la cançó "Bambolines" del seu disc Geografia, les cinc primeres notes de la qual provenen de "Terry's Theme".